# Генерален секретар на ЦК на КПСС
Генерален секретар на ЦК на КПСС (Първи секретар през 1953 – 1966), неофициално генсек, е най-висшата длъжност в КПСС, равносилна на държавен глава на Съветския съюз след смъртта на Владимир Ленин през 1924. Пълното име е генерален (или първи) секретар на Централния комитет на Комунистическата партия на Съветския съюз.
Въведена е през 1922, като първоначално има по-скоро технически характер, отколкото висш пост в партийната йерархия. Сталин e избран да заеме поста за оперативно ръководство на партийния апарат, като след смъртта на Ленин през 1924 и особено към края на 20-те години на XX век съсредоточава в свои ръце абсолютната власт в страната, а постът „генерален секретар“ се превръща в най-висшестоящата длъжност в Комунистическата партия на Съветския съюз (КПСС) и в цялата държава. Именно от този период длъжностите „генерален секретар“ и „държавен глава“ фактически стават синоними.
След XVII конгрес на ВКП (б) (1934) Сталин не използва тази титла (подписва се като „секретар на ЦК“), но постът формално се запазва до XIX конгрес на КПСС (1952). В резултат от промените в ръководството на партията, приети на този конгрес, постът на генсека е закрит.
На 13 септември 1953 година е учреден постът първи секретар на ЦК на КПСС, на който е избран Никита Хрушчов. На XXIII конгрес на КПСС, състоял се по времето на Леонид Брежнев, през 1966 година, са възстановени употребяваните до 1952 г. названия: „генерален секретар“ вместо „първи секретар“ и „Политбюро на ЦК на КПСС“ вместо „Президиум на ЦК на КПСС“.
Постът генерален секретар на ЦК на КПСС съществува до 1991 година и прекратява съществуването си едновременно с прекратяването на дейността на партията.

## Лица, заемали поста
- Йосиф Сталин: 3 април 1922 – 5 март 1953
- Георгий Маленков: 5 март 1953 – 14 март 1953 (старши секретар)
- Никита Хрушчов: 14 март 1953 – 14 октомври 1964 (старши секретар до 13 септември 1953, после първи секретар)
- Леонид Брежнев: 14 октомври 1964 – 10 ноември 1982 (първи секретар до 8 април 1966, после генерален секретар)
- Юрий Андропов: 12 ноември 1982 – 9 февруари 1984
- Константин Черненко: 13 февруари 1984 – 10 март 1985
- Михаил Горбачов: 11 март 1985 – 24 август 1991
- Владимир Ивашко (временно изпълняващ длъжността): 19 август 1991 – 21 август 1991